# Ronda 6 de 2009 da Superleague Fórmula
A ronda em Jarama foi a sexta e última do campeonato Superleague Fórmula em 2009. Pela segunda vez uma ronda de Superleague Fórmula foi disputada em Espanha, mas desta feita em Jarama, não em Jerez. O Sevilla FC, com Sébastien Bourdais, obteve a pole-position para a Corrida 1. O R.S.C. Anderlecht, com Yelmer Buurman, venceu as 1ª e 3ª Corridas, e o Galatasaray S.K., com Ho-Pin Tung venceu a 2ª Corrida. Adrián Vallés e o Liverpool F.C. sagraram-se campeões nesta ronda.

## Resultados[1]

### Qualificação

#### Grupo A
| Pos. | Clube              | Equipa de Automobilismo | Piloto            | Tempo    |
| ---- | ------------------ | ----------------------- | ----------------- | -------- |
| 1    | FC Basel           | GU-Racing International | Max Wissel        | 1:19.554 |
| 2    | Olympiacos CFP     | GU-Racing International | Esteban Guerrieri | 1:19.880 |
| 3    | SC Corinthians     | Alan Docking Racing     | Antônio Pizzonia  | 1:19.883 |
| 4    | Olympique Lyonnais | Barazi Epsilon          | Nelson Panciatici | 1:19.963 |
| 5    | A.S. Roma          | Alan Docking Racing     | Julien Jousse     | 1:20.024 |
| 6    | FC Midtjylland     | Hitech Racing           | Kasper Andersen   | 1:20.174 |
| 7    | Rangers F.C.       | Alan Docking Racing     | John Martin       | 1:20.211 |
| 8    | F.C. Porto         | Hitech Racing           | Tristan Gommendy  | 1:20.527 |
| 9    | Atlético de Madrid | Alan Docking Racing     | María de Villota  | 1:21.870 |

#### Grupo B
| Pos. | Clube                | Equipa de Automobilismo | Piloto             | Tempo    |
| ---- | -------------------- | ----------------------- | ------------------ | -------- |
| 1    | Sevilla FC           | Reid Motorsport         | Sébastien Bourdais | 1:19.734 |
| 2    | Galatasaray S.K.     | Reid Motorsport         | Ho-Pin Tung        | 1:19.907 |
| 3    | A.C. Milan           | Azerti Motorsport       | Giorgio Pantano    | 1:19.933 |
| 4    | R.S.C. Anderlecht    | Zakspeed                | Yelmer Buurman     | 1:19.983 |
| 5    | Tottenham Hotspur FC | Alan Docking Racing     | Craig Dolby        | 1:20.099 |
| 6    | Sporting CP          | Zakspeed                | Pedro Petiz        | 1:20.233 |
| 7    | Liverpool FC         | Hitech Racing           | Adrián Vallés      | 1:20.424 |
| 8    | CR Flamengo          | Azerti Motorsport       | Enrique Bernoldi   | 1:20.497 |
| 9    | PSV Eindhoven        | Azerti Motorsport       | Carlo van Dam      | 1:20.909 |

##### Quadro de Eliminatórias
|  | Quartas de final                                         | Quartas de final                                    |                                                          |          | Semifinais | Semifinais |  |  | Final | Final |
|  |                                                          |                                                     |                                                          |          |            |            |  |  |       |       |
|  | A1-B4                                                    |                                                     |                                                          |          |            |            |  |  |       |       |
|  |                                                          |                                                     |                                                          |          |            |            |  |  |       |       |
|  | FC Basel Max Wissel GU-Racing International              | 1:20.433                                            |                                                          |          |            |            |  |  |       |       |
|  | FC Basel Max Wissel GU-Racing International              | 1:20.433                                            | B4-A3                                                    |          |            |            |  |  |       |       |
|  | R.S.C. Anderlecht Yelmer Buurman Zakspeed                | 1:20.389                                            |                                                          |          |            |            |  |  |       |       |
|  | R.S.C. Anderlecht Yelmer Buurman Zakspeed                | 1:20.389                                            | R.S.C. Anderlecht Yelmer Buurman Zakspeed                | 1:20.484 |            |            |  |  |       |       |
|  | A3-B2                                                    |                                                     | R.S.C. Anderlecht Yelmer Buurman Zakspeed                | 1:20.484 |            |            |  |  |       |       |
|  |                                                          | SC Corinthians Antônio Pizzonia Alan Docking Racing | 1:20.720                                                 |          |            |            |  |  |       |       |
|  | SC Corinthians Antônio Pizzonia Alan Docking Racing      | SC Corinthians Antônio Pizzonia Alan Docking Racing | 1:20.720                                                 | 1:26.557 |            |            |  |  |       |       |
|  | SC Corinthians Antônio Pizzonia Alan Docking Racing      |                                                     | B4-B1                                                    | 1:26.557 |            |            |  |  |       |       |
|  | Galatasaray S.L. Ho-Pin Tung Reid Motorsport             | 1:48.061                                            |                                                          |          |            |            |  |  |       |       |
|  | Galatasaray S.L. Ho-Pin Tung Reid Motorsport             | 1:48.061                                            | R.S.C. Anderlecht Yelmer Buurman Zakspeed                | 1:20.403 |            |            |  |  |       |       |
|  | A2-B3                                                    |                                                     | R.S.C. Anderlecht Yelmer Buurman Zakspeed                | 1:20.403 |            |            |  |  |       |       |
|  |                                                          | Sevilla FC Sébastien Bourdais Reid Motorsport       | 1:20.397                                                 |          |            |            |  |  |       |       |
|  | Olympiacos CFP Esteban Guerrieri GU-Racing International | Sevilla FC Sébastien Bourdais Reid Motorsport       | 1:20.397                                                 | 1:20.386 |            |            |  |  |       |       |
|  | Olympiacos CFP Esteban Guerrieri GU-Racing International | A2-B1                                               |                                                          | 1:20.386 |            |            |  |  |       |       |
|  | A.C. Milan Giorgio Pantano Azerti Motorsport             | 1:21.259                                            |                                                          |          |            |            |  |  |       |       |
|  | A.C. Milan Giorgio Pantano Azerti Motorsport             | 1:21.259                                            | Olympiacos CFP Esteban Guerrieri GU-Racing International | 1:21.141 |            |            |  |  |       |       |
|  | A4-B1                                                    |                                                     | Olympiacos CFP Esteban Guerrieri GU-Racing International | 1:21.141 |            |            |  |  |       |       |
|  |                                                          | Sevilla FC Sébastien Bourdais Reid Motorsport       | 1:20.501                                                 |          |            |            |  |  |       |       |
|  | Olympique Lyonnais Nelson Panciatici Barazi Epsilon      | Sevilla FC Sébastien Bourdais Reid Motorsport       | 1:20.501                                                 | 1:21.262 |            |            |  |  |       |       |
|  | Olympique Lyonnais Nelson Panciatici Barazi Epsilon      |                                                     |                                                          | 1:21.262 |            |            |  |  |       |       |
|  | Sevilla FC Sébastien Bourdais Reid Motorsport            | 1:20.289                                            |                                                          |          |            |            |  |  |       |       |
|  | Sevilla FC Sébastien Bourdais Reid Motorsport            | 1:20.289                                            |                                                          |          |            |            |  |  |       |       |

### Corridas

#### Corrida 1

##### Grelha de Partida
| Pos. | Clube                  | Equipa de Automobilismo | Piloto             | Tempo    |
| ---- | ---------------------- | ----------------------- | ------------------ | -------- |
| 1    | Sevilla FC             | Reid Motorsport         | Sébastien Bourdais | 1:20.397 |
| 2    | R.S.C. Anderlecht      | Zakspeed                | Yelmer Buurman     | 1:20.403 |
| 3    | Olympiacos CFP         | GU-Racing International | Esteban Guerrieri  | 1:21.141 |
| 4    | SC Corinthians         | Alan Docking Racing     | Antônio Pizzonia   | 1:20.720 |
| 5    | Galatasaray S.K.       | Reid Motorsport         | Ho-Pin Tung        | 1:48.061 |
| 6    | A.C. Milan             | Azerti Motorsport       | Giorgio Pantano    | 1:21.259 |
| 7    | Olympique Lyonnais     | Barazi Epsilon          | Nelson Panciatici  | 1:21.262 |
| 8    | FC Basel               | GU-Racing International | Max Wissel         | 1:20.433 |
| 9    | A.S. Roma              | Alan Docking Racing     | Julien Jousse      | 1:20.024 |
| 10   | Tottenham Hotspur F.C. | Alan Docking Racing     | Craig Dolby        | 1:20.099 |
| 11   | FC Midtjylland         | Hitech Racing           | Kasper Andersen    | 1:20.174 |
| 12   | Sporting CP            | Zakspeed                | Pedro Petiz        | 1:20.233 |
| 13   | Rangers F.C.           | Alan Docking Racing     | John Martin        | 1:20.211 |
| 14   | Liverpool F.C.         | Hitech Racing           | Adrián Vallés      | 1:20.424 |
| 15   | F.C. Porto             | Hitech Racing           | Tristan Gommmendy  | 1:20.527 |
| 16   | CR Flamengo            | Azerti Motorsport       | Enrique Bernoldi   | 1:20.497 |
| 17   | Atlético de Madrid     | Alan Docking Racing     | María de Villota   | 1:21.870 |
| 18   | PSV Eindhoven          | Azerti Motorsport       | Carlo van Dam      | 1:20.909 |

| Cor | Observação                       |
| --- | -------------------------------- |
|     | Disputa pela pole                |
|     | Eliminados na semi-final         |
|     | Eliminados nas quartas-de-finais |
|     | Eliminados na 1ª fase            |

##### Classificação
| Pos                                                                       | Clube                  | Equipa de Automobilismo | Piloto             | Tempo/Aband. | Voltas | Grelha de Partida | Pontos |
| ------------------------------------------------------------------------- | ---------------------- | ----------------------- | ------------------ | ------------ | ------ | ----------------- | ------ |
| 1                                                                         | R.S.C. Anderlecht      | Zakspeed                | Yelmer Buurman     | 46:32.409    | 34     | 2º                | 50     |
| 2                                                                         | Sevilla FC             | Reid Motorsport         | Sébastien Bourdais | + 14.048     | 34     | 1º                | 45     |
| 3                                                                         | A.C. Milan             | Azerti Motorsport       | Giorgio Pantano    | + 30.729     | 34     | 6º                | 40     |
| 4                                                                         | Tottenham Hotspur F.C. | Alan Docking Racing     | Craig Dolby        | + 35.924     | 34     | 10º               | 36     |
| 5                                                                         | FC Basel               | GU-Racing International | Max Wissel         | + 39.164     | 34     | 8º                | 32     |
| 6                                                                         | F.C. Porto             | Hitech Racing           | Tristan Gommendy   | + 53.145     | 34     | 15º               | 29     |
| 7                                                                         | Liverpool FC           | Hitech Racing           | Adrián Vallés      | + 53.742     | 34     | 14º               | 26     |
| 8                                                                         | Olympiacos CFP         | GU-Racing International | Esteban Guerrieri  | + 56.171     | 34     | 3º                | 23     |
| 9                                                                         | Olympique Lyonnais     | Barazi Epsilon          | Nelson Panciatici  | + 1:00.262   | 34     | 7º                | 20     |
| 10                                                                        | Rangers F.C.           | Alan Docking Racing     | John Martin        | + 1:04.524   | 34     | 13º               | 18     |
| 11                                                                        | CR Flamengo            | Azerti Motorsport       | Enrique Bernoldi   | + 1:13.243   | 34     | 16º               | 16     |
| 12                                                                        | PSV Eindhoven          | Azerti Motorsport       | Carlo van Dam      | + 1:16.659   | 34     | 18º               | 14     |
| 13                                                                        | Sporting CP            | Zakspeed                | Pedro Petiz        | + 1 Volta    | 33     | 12º               | 12     |
| 14 (NA)                                                                   | SC Corinthians         | Alan Docking Racing     | Antônio Pizzonia   | Acidente     | 31     | 4º                | 10     |
| 15 (NA)                                                                   | A.S. Roma              | Alan Docking Racing     | Julien Jousse      | Acidente     | 31     | 9º                | 8      |
| 16 (NA)                                                                   | Galatasaray S.K.       | Reid Motorsport         | Ho-Pin Tung        | Travões      | 7      | 5º                | 7      |
| 17 (NA)                                                                   | Atlético de Madrid     | Alan Docking Racing     | María de Villota   | Pião         | 1      | 17º               | 6      |
| 18 (NA)                                                                   | FC Midtjylland         | Hitech Racing           | Kasper Andersen    | Pião         | 0      | 11º               | 5      |
| Volta mais rápida: R.S.C. Anderlecht, Zakspeed, Yelmer Buurman - 1:20.011 |                        |                         |                    |              |        |                   |        |

Nota: NC: Não começou a corrida; NA: Não acabou a corrida
| Cor | Observação                     |
| --- | ------------------------------ |
|     | Qualificados para a 3ª Corrida |

#### Corrida 2
Nota: A grelha de partida para a 2ª Corrida corresponde à inversão total das posições finais da 1ª Corrida (por exemplo: o último da 1ª Corrida partirá em 1º para a 2ª Corrida)
| Pos                                                                       | Clube                  | Equipa de Automobilismo | Piloto             | Tempo/Aband.  | Voltas | Grelha de Partida | Pontos |
| ------------------------------------------------------------------------- | ---------------------- | ----------------------- | ------------------ | ------------- | ------ | ----------------- | ------ |
| 1                                                                         | Galatasaray S.K.       | Reid Motorsport         | Ho-Pin Tung        | 45:42.682     | 31     | 3º                | 50     |
| 2                                                                         | Tottenham Hotspur F.C. | Alan Docking Racing     | Craig Dolby        | + 3.895       | 31     | 15º               | 45     |
| 3                                                                         | FC Midtjylland         | Hitech Racing           | Kasper Andersen    | + 8.897       | 31     | 1º                | 40     |
| 4                                                                         | Liverpool FC           | Hitech Racing           | Adrián Vallés      | + 9.769       | 31     | 12º               | 36     |
| 5                                                                         | F.C. Porto             | Hitech Racing           | Tristan Gommendy   | + 10.029      | 31     | 13º               | 32     |
| 6                                                                         | Sevilla FC             | Reid Motorsport         | Sébastien Bourdais | + 19.731      | 31     | 17º               | 29     |
| 7                                                                         | Atlético de Madrid     | Alan Docking Racing     | María de Villota   | + 22.433      | 31     | 2º                | 26     |
| 8                                                                         | FC Basel               | GU-Racing International | Max Wissel         | + 23.472      | 31     | 14º               | 23     |
| 9                                                                         | Rangers F.C.           | Alan Docking Racing     | John Martin        | + 24.687      | 31     | 9º                | 20     |
| 10                                                                        | Olympiacos CFP         | GU-Racing International | Esteban Guerrieri  | + 28.994      | 31     | 11º               | 18     |
| 11                                                                        | Olympique Lyonnais     | Barazi Epsilon          | Nelson Panciatici  | + 1:06.568    | 31     | 10º               | 16     |
| 12 (NA)                                                                   | CR Flamengo            | Azerti Motorsport       | Enrique Bernoldi   | Prob. Técnico | 25     | 8º                | 14     |
| 13 (NA)                                                                   | Sporting CP            | Zakspeed                | Pedro Petiz        | NA            | 24     | 6º                | 12     |
| 14 (NA)                                                                   | A.C. Milan             | Azerti Motorsport       | Giorgio Pantano    | Pião          | 23     | 16º               | 10     |
| 15 (NA)                                                                   | R.S.C. Anderlecht      | Zakspeed                | Yelmer Buurman     | Acidente      | 9      | 18º               | 8      |
| 16 (NA)                                                                   | A.S. Roma              | Alan Docking Racing     | Julien Jousse      | Pião          | 5      | 4º                | 7      |
| 17 (NA)                                                                   | PSV Eindhoven          | Azerti Motorsport       | Carlo van Dam      | Acidente      | 0      | 7º                | 6      |
| 18 (NA)                                                                   | SC Corinthians         | Alan Docking Racing     | Antônio Pizzonia   | Acidente      | 0      | 5º                | 5      |
| Volta mais rápida: F.C. Porto, Hitech Racing, Tristan Gommendy - 1:20.650 |                        |                         |                    |               |        |                   |        |

Nota: NC: Não começou a corrida; NA: Não acabou a corrida
| Cor | Observação                     |
| --- | ------------------------------ |
|     | Qualificados para a 3ª Corrida |

#### Corrida 3Super-Final
Nota: Esta corrida destina-se a encontrar o 'Vencedor do Fim-de-Semana'. É disputada entre os 6 melhores das duas primeiras corridas, e não dá pontos para o campeonato. A recompensa desta corrida é de 100.000€ para o vencedor.
| Pos                                                                       | Clube                  | Equipa de Automobilismo | Piloto             | Tempo/Aband. | Voltas | Grelha de Partida |
| ------------------------------------------------------------------------- | ---------------------- | ----------------------- | ------------------ | ------------ | ------ | ----------------- |
| 1                                                                         | R.S.C. Anderlecht      | Zakspeed                | Yelmer Buurman     | 6:50.799     | 5      | 5º                |
| 2                                                                         | Sevilla FC             | Reid Motorsport         | Sébastien Bourdais | + 1.393      | 5      | 2º                |
| 3                                                                         | Liverpool FC           | Hitech Racing           | Adrián Vallés      | + 4.353      | 5      | 3º                |
| 4                                                                         | Galatasaray S.K.       | Reid Motorsport         | Ho-Pin Tung        | + 8.770      | 5      | 6º                |
| 5                                                                         | F.C. Porto             | Hitech Racing           | Tristan Gommendy   | + 10.288     | 5      | 4º                |
| 6                                                                         | Tottenham Hotspur F.C. | Alan Docking Racing     | Craig Dolby        | + 18.199     | 5      | 1º                |
| Volta mais rápida: R.S.C. Anderlecht, Zakspeed, Yelmer Buurman - 1:21.476 |                        |                         |                    |              |        |                   |

Nota: NC: Não começou a corrida; NA: Não acabou a corrida

### Tabela do campeonato após a corrida
Nota: Só as cinco primeiras posições estão incluídas na tabela.
| Pos | Var     | Clube                  | Equipa de Automobilismo | Piloto           | Pontos |
| --- | ------- | ---------------------- | ----------------------- | ---------------- | ------ |
| 1   | Estável | Liverpool FC           | Hitech Racing           | Adrián Vallés    | 412    |
| 2   | Estável | Tottenham Hotspur F.C. | Alan Docking Racing     | Craig Dolby      | 382    |
| 3   | Aumento | FC Basel               | GU-Racing International | Max Wissel       | 308    |
| 4   | Aumento | R.S.C. Anderlecht      | Zakspeed                | Yelmer Buurman   | 305    |
| 5   | Aumento | F.C. Porto             | Hitech Racing           | Tristan Gommendy | 302    |

## Ver Também
- Circuito Permanente del Jarama